# Akaneiro ni somaru saka
Akaneiro ni somaru saka (あかね色に染まる坂?), o più semplicemente AkaSaka, è una visual novel giapponese pubblicata da Feng per PC il 27 luglio 2007. Sono state distribuite da GN Software anche una versione per PlayStation 2 il 14 agosto 2008 e per PlayStation Portable il 17 dicembre 2009. In seguito, vennero pubblicate due light novel da autori differenti ed un manga pubblicato da Kadokawa Shoten ed illustrato da Homare Sakazuki. Nel 2008 è anche andato in onda una serie anime prodotta da TNK con la regia di Keitaro Motonaga.

## Videogioco

### Trama
Jun'ichi Nagase frequenta una prestigiosa scuola superiore. Egli viene soprannominato Geno Killer dai tempi della scuola media a causa del suo carattere ribelle. Un giorno, aiuta una ragazza di nome Yuuhi Katagiri ed in seguito quest'ultima si trasferisce nella stessa scuola del ragazzo. Successivamente, si scopre che Yuuhi è la fidanzata di Jun'ichi e che il loro fidanzamento è stato disposto dai loro genitori.

### Personaggi
- Jun'ichi Nagase (長瀬 準一?, Nagase Jun'ichi)

Jun'ichi è il protagonista della serie. Frequenta il secondo anno di scuola superiore ed il primo giorno di scuola ha una lite con Yuuhi Katagiri. Si scopre che Yuuhi è la fidanzata che la sua famiglia ha scelto per lui. Viene soprannominato dai compagni Geno Killer a causa del carattere violento che aveva quando frequentava la scuola media. A causa di un malinteso Jun'ichi bacia Yuuhi e questa diventa così aggressiva nei suoi confronti. Successivamente i due avranno un rapporto di intesa.
- Yūhi Katagiri (片桐 優姫?, Katagiri Yūhi)

Yuuhi è la protagonista della serie. A causa della sua bellezza, viene spesso importunata dai ragazzi. Un giorno, mentre è infastidita da due ragazzi, viene salvata da Jun'ichi. Si trasferisce nella stessa scuola di Jun'ichi nella speranza di incontrarla. Più tardi, dopo un malinteso, Jun'ichi la bacia in pubblico, causando in lei cattivi sentimenti.
- Minato Nagase (長瀬 湊?, Nagase Minato)

Minato è la sorella minore di Jun'ichi. Lei ha un anno in meno di lui e frequenta il primo anno nella stessa scuola di suo fratello. È capace di fare tutti i lavori domestici. Inoltre ha abilità uniche, infatti riesce a comunicare con gli animali. Minato è innamorata di suo fratello Jun'ichi ed alla fine verrà sottinteso il fatto che probabilmente non sono fratelli di sangue (particolare questo aggiunto ad hoc nella serie animata, nel manga e nella visual novel sono di fatto fratelli di sangue).
- Tsukasa Kiryu (霧生 つかさ?, Kiryū Tsukasa)

Tsukasa è una studentessa del secondo anno ed amica d'infanzia di Jun'ichi. Fa parte del club News e dimostra di essere una ragazza vivace ed amante del gossip e sembra provare qualche sentimento per Jun'ichi.
- Nagomi Shiraishi (白石 なごみ?, Shiraishi Nagomi)

Nagomi è una studentessa del primo anno e compagna di classe di Minato. Ha sempre un'aria misteriosa.
- Mitsuki Siina (椎名 観月?, Shiina Mitsuki)

Mitsuki è la presidentessa del consiglio studentesco e frequenta il terzo anno. È molto popolare tra gli studenti e spesso usa Jun'ichi per i suoi scopi inoltre sembra provare qualcosa per Jun'ichi.
- Mikoto Tachibana (橘 ミコト?, Tachibana Mikoto)

Mikoto è una studentessa del terzo anno e compagna di classe di Mitsuki.
- Karen Ayanokouji (綾小路華恋?, Ayanokōji Karen)

Karen è una studentessa del secondo anno ed è innamorata di Jun'ichi, suo compagno di classe. Proviene da una ricca famiglia.
- Fuyuhiko Nishino (西野 冬彦?, Nishino Fuyuhiko)

Nishino è il miglior amico Jun'ichi e frequenta la stessa classe dell'amico. Egli è pieno di idee strane che spesso mettono Jun'ichi nei guai. Lui è anche il vice presidente del consiglio studentesco.
- Seijirō Sugishita (杉下 清次郎?, Sugishita Seijirō)

Insegnante di Jun'ichi.
- Aya Nijō (二条亜矢?, Nijō Aya)

Aya è la segretaria e tesoriere del consiglio studentesco.

### Doppiaggio
| Personaggi        | Voce PC         | Voce anime/PS2 |
| ----------------- | --------------- | -------------- |
| Jun'ichi Nagase   |                 | Wataru Hatano  |
| Yūhi Katagiri     | Harumi Sakurai  | Rie Kugimiya   |
| Minato Nagase     | Hikaru Mizusawa | Aya Hirano     |
| Tsukasa Kiryu     | Mina Motoyama   | Marina Inoue   |
| Nagomi Shiraishi  | Miru            | Ryō Hirohashi  |
| Mitsuki Siina     | Misono Moritani | Rie Tanaka     |
| Mikoto Tachibana  | Fūri Samoto     | Erino Hazuki   |
| Karen Ayanokouji  |                 | Emiri Katō     |
| Fuyuhiko Nishino  | Daisuke Kishio  | Akira Ishida   |
| Seijirō Sugishita | Jin Aoshima     | Rikiya Koyama  |
| Sai Fijimiya      | Hikaru Kaga     | Yū Kobayashi   |
| Aya Nijō          | Rokumi Maminami | Kaori Fukuhara |
| Yutori Shiraishi  | Nagare Aokawa   | Ryō Hirohashi  |

## Adattamenti

### Anime

#### Episodi
| Nº       | Titolo inglese Giapponese 「Kanji」 - Rōmaji                                     | In onda          | In onda |
| Nº       | Titolo inglese Giapponese 「Kanji」 - Rōmaji                                     | Giapponese       |         |
| 1        | The Scarlet First Kiss 「あかね色のファーストキッス」 - Akaneiro no fāsuto kissu | 2 ottobre 2008   |         |
| 2        | The Scarlet Approach 「あかね色のアプローチ」 - Akaneiro no apurōchi             | 9 ottobre 2008   |         |
| 3        | The Bizarrely-Colored Scream 「怪奇色のスクリーム」 - Kaikiiro no sukurīmu       | 16 ottobre 2008  |         |
| 4        | The Blue Mad Party 「藍色のマッドパーティ」 - Aiiro no maddo pāti                | 23 ottobre 2008  |         |
| 5        | The Scarlet First Date 「あかね色のファーストデート」 - Akaneiro no fāsuto dēto  | 30 ottobre 2008  |         |
| 6        | The Yellow Montagne 「山吹色のモンターニュ」 - Yamabukiiro no montānyu           | 6 novembre 2008  |         |
| 7        | The Steel-Colored Festival 「鋼色のフェスティバル」 - Haganeiro no fesutibaru    | 13 novembre 2008 |         |
| 8        | The Dusk-Colored Desire 「黄昏色のデザイア」 - Tasogareiro no dezaia             | 20 novembre 2008 |         |
| 9        | The Scarlet Birthday 「あかね色のバースデイ」 - Akaneiro no bāsudei              | 27 novembre 2008 |         |
| 10       | The Scarlet Confusion 「あかね色のコンフュ−ジョン」 - Akaneiro no konfyūjon      | 4 dicembre 2008  |         |
| 11       | The Scarlet Puzzlement 「あかね色のパズルメント」 - Akaneiro no pazurumento      | 11 dicembre 2008 |         |
| 12       | The Scarlet-Dyed Hillslope 「あかね色に染まる坂」 - Akaneiro ni somaru saka      | 18 dicembre 2008 |         |
| 13 (OAV) | Akaneiro ni somaru saka 「あかね色に染まる坂」 - Akaneiro ni somaru saka         | 26 giugno 2009   |         |